# Identidade de Vandermonde
A Identidade de Vandermonde (também conhecida como Teorema de Euler) (desenvolvida em 1772) é a seguinte expressão matemática:
{\displaystyle {m+n \choose r}=\sum _{k=0}^{r}{m \choose k}{n \choose r-k},\qquad m,n,r\in \mathbb {N} _{0},}
Um caso particular interessante ocorre quando m=n=r.

{\displaystyle \sum _{k=0}^{n}{n \choose k}{n \choose n-k}=\sum _{k=0}^{n}{n \choose k}^{2}={n+n \choose n}={2n \choose n}}
Este resultado é conhecido como Teorema de Lagrange.